# Senegal i olympiska sommarspelen 1984
Senegal deltog i de olympiska sommarspelen 1984 med en trupp bestående av 24 deltagare, men ingen av landets deltagare erövrade någon medalj.

## Brottning
Flugvikt, fristil
- Talla Diaw

Lätt tungvikt, fristil
- Amadou Katy Diop

Tungvikt, fristil
- Ambroise Sarr

Supertungvikt, fristil
- Mamadou Sakho

## Friidrott
Herrarnas 100 meter
- Charles-Louis Seck

Herrarnas 400 meter
- Boubacar Diallo
  - Heat — 46,73 (→ gick inte vidare)

Herrarnas 800 meter
- Moussa Fall
- Babacar Niang

Herrarnas 400 meter häck
- Amadou Dia Bâ

Herrarnas 4 x 100 meter stafett
- Mamadou Sène
- Hamidou Diawara
- Ibrahima Fall
- Charles-Louis Seck
- Saliou Seck

Herrarnas 4 x 400 meter stafett
- Boubacar Diallo
- Babacar Niang
- Moussa Fall
- Amadou Dia Bâ

Herrarnas 3 000 meter hinder
- Mamadou Boye

Herrarnas tresteg
- Mamadou Diallo

Damernas höjdhopp
- Constance Senghor
  - Kval — 1,70m (→ gick inte vidare, 27:e plats)

## Judo
Herrarnas extra lättvikt
- Djibril Sall

Herrarnas lättvikt
- Ibrahima Diallo

Herrarnas halv mellanvikt
- Ousseynou Guèye

Herrarnas halv tungvikt
- Abdul Daffé

Herrarnas tungvikt
- Khalif Diouf

Herrarnas öppna klass
- Lansana Coly

## Segling
Herrarnas windglider
- Babacar Wade